# Бонифика (стадион, Копер)
Стадион «Бонифика» (словен. Stadion Stožice)  — многофункциональный стадион в словенском городе Копер. Является домашним стадионом «Копер». Стадион является частью спортивного комплекса «Бонифика», вместе с легкоатлетическим стадионом, баскетбольной ареной и крытым бассейном. Стадион получил своё название от района города в котором расположен.

## История
Стадион был построен в 1948 году, после чего несколько раз реконструировался. В 2010 году стадион ремонтировали последний раз. Тогда стадион начал вмещать 4 тыс. зрителей.
За всё время на стадионе проводилось 5 матчей сборной Словении по футболу.
| Дата             | Турнир            | Хозяева  | Счёт | Гости              |
| ---------------- | ----------------- | -------- | ---- | ------------------ |
| 28 февраля 2001  | Товарищеский матч | Словения | 0-2  | Уругвай            |
| 17 ноября 2010   | Товарищеский матч | Словения | 1-2  | Грузия             |
| 29 февраля 2012  | Товарищеский матч | Словения | 1-1  | Шотландия          |
| 23 марта 2016    | Товарищеский матч | Словения | 1-0  | Северная Македония |
| 4 Июня 2021 года | Товарищеский матч | Словения | 6-0  | Гибралтар          |